# 담합

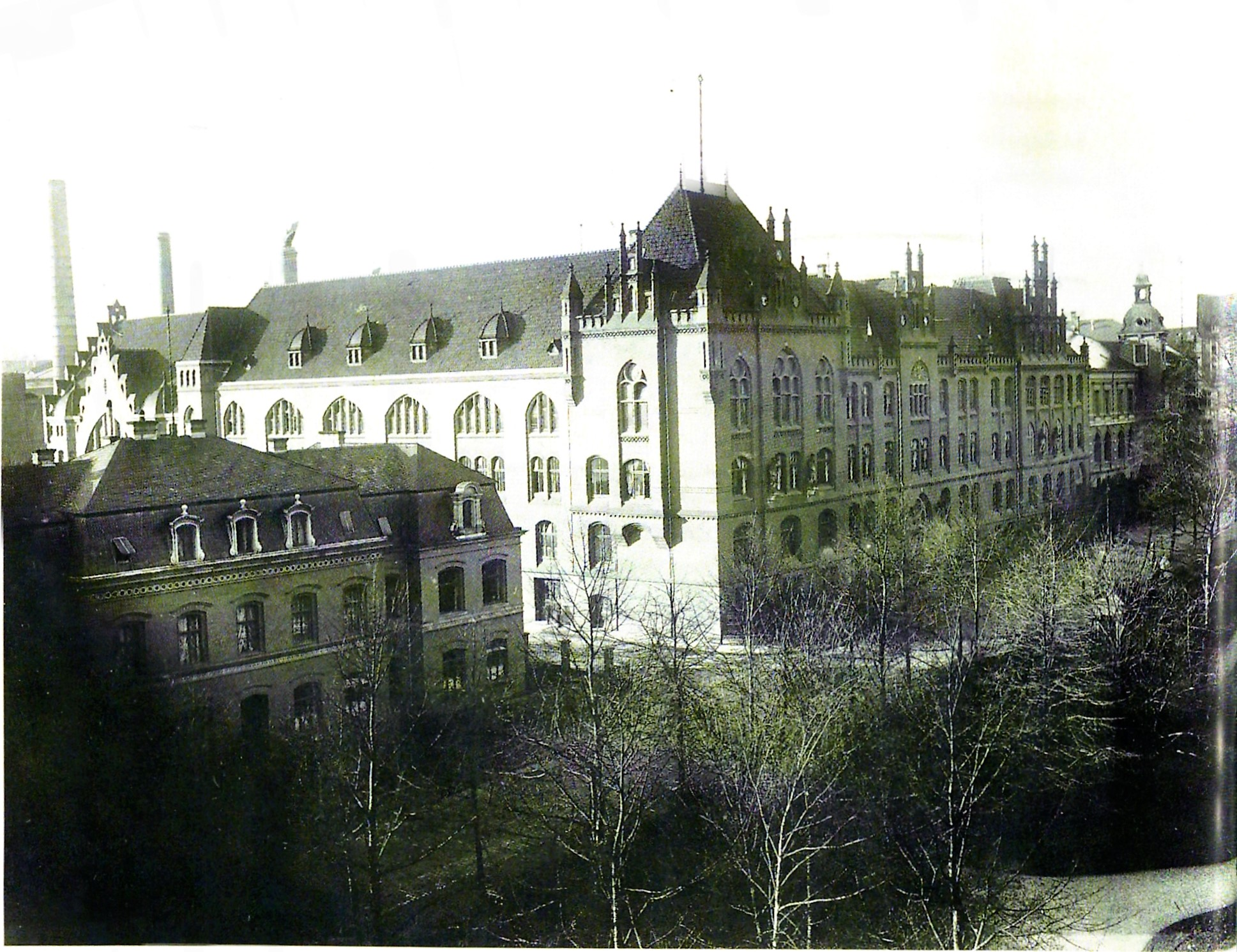
1910년경 독일 레니쉬-베스트팔렌 석탄 협회(당시 세계에서 가장 잘 알려진 카르텔)의 본부

담합(談合, 독일어: kartell 카르텔[*] 영어: cartel) 또는 짬짜미는 판매자 간에 상품 또는 용역의 가격이나 생산 수량, 거래 조건, 거래 상대방, 판매 지역을 제한하는 것이며 이러한 담합 행위를 통한 이윤 극대화를 카르텔이라 한다. 공동행위(共同行爲), 기업연합(企業聯合)이라고도 한다.

## 원인
담합은 경쟁이 없거나 경쟁을 하지 않기로 서로 합의된 상황에서 발생한다. 즉, 경쟁이 발생하지 않게 되면 굳이 가격을 내릴 필요가 없기 때문이다. 과점인 상황에서는 두가지 방법으로 담합이 이루어지는데 하나는 명시적 담합이고 다른 하나는 암묵적 담합이다. 명시적 담합의 경우에는, 이해당사자들이 직접 만나서 가격을 설정한다. 암묵적 담합이란, 선도 기업이 가격을 시장에 공시하면 후발 기업들이 그 가격에 맞추어서 가격을 설정하는 것을 말한다.

## 사례
담합은 계약, 협정, 결의 기타 어떠한 방법으로 형성하든지 그 위법성을 판단하는 데 담합의 방법을 고려하지 않는다. 대부분의 국가들은 독점금지법을 제정하여 담합 행위를 금지하고 있다. 미국은 1890년 처음으로 반경쟁처벌법인 셔먼법을 재정하였고 현재 독점금지법(Antitrust law)을 통해서 담합행위를 금지하고 있다. 유럽의 경우 유럽연합의 기능조약에 담합행위를 금지하고 있으며 유럽연합 회원국과 그 회원국과 거래하는 사업자에 대한 반경쟁처벌법을 규정하고 있다.

## 갱단
간혹 마약 범죄 조직(drug cartel)을 뜻하는 마약갱단의 부정적인 이미지로 '카르텔'이 언급되기도 한다.

## 할당 카르텔
할당 카르텔은 카르텔 전체의 활동이 직접 전체 구성원 회사에 할당되는 것으로, 시장통제의 고차원단계의 카르텔이다. 이 할당카르텔은 ① 이윤분배카르텔, ② 수주분배 카르텔, ③ 공급분배 카르텔의 3형태로 나뉜다.
1. 이윤분배카르텔 ― 가입 기업의 전체 수입액을 공동금고(共同金庫)에 집중 이것을 일정 할당률에 의하여 각 기업에 분배하는 형태이다.
2. 수주분배카르텔 ― 수주 전체를 일단 중앙기관에 집중, 이것을 일정한 할당률에 의하여 구성원에 할당하는 형태이다.
3. 공급분배카르텔 ― 카르텔 전체의 공급량(판매량·생산량)을 우선 결정하고, 이것을 일정률에 의해 할당하는 것으로, 할당카르텔 중에서도 가장 철저한 형태이다.

## 제한 카르텔
시장통제가 약한 초기단계에 가입 기업의 활동만을 제한하는 것으로서, 제한조건에 따라 ① 판매조건을 통제하는 조건카르텔, ② 판매가격을 통제하는 가격카르텔, ③ 가입기업의 공급량·판매량·생산량을 통제하는 공급제한카르텔(또는 수량카르텔), ④ 판매지역을 통제하는 거래처 보증카르텔(또는 지역 카르텔)의 4가지 기본형태가 있다.

## 특수카르텔

### 계산 카르텔
계산의 통제(統制)를 행하는 카르텔을 말한다. 다시 말하면 당해 산업부문의 부기·원가계산제도를 통제하고, 당해 산업부문의 계산제도를 통일화시킴으로써 원가의 정확한 비교를 가능하게 하고, 이러한 계산에 의해 합리적으로 시장통제를 행하는 카르텔이다. 계산카르텔에서는 가격카르텔과 같이 최저 판매가격을 책정하지 않고, 다만 가입기업의 판매가격의 최저선을 계산 통제에 의하여 확정하되 각자의 원가를 기초로 하여 판매가격을 정함을 원칙으로 한다. 따라서 가격카르텔처럼 통일적·획일적인 판매가격이 존재하지 않으며, 개개 가입기업의 판매가격은 각자의 원가를 기초로 하여 '원가+평균이윤' 이하로는 판매가 허용되지 않기 때문에 덤핑 판매를 방지할 수 있다. 그러나 원가가 낮을 때에는 다른 기업보다 낮은 가격으로 판매할 수 있어 능률경쟁에 의한 원가인하를 시도, 가격카르텔의 폐해를 제거할 수 있게 된다.

### 특허권 이용 카르텔
카르텔 구성원 각자의 특허권 교환을 협정하고 있는 것으로서, 이것은 시장 통제와는 관계가 없다. 따라서 엄밀하게 말하면 카르텔로 규정할 수가 없다.

### 완성 카르텔
가입 기업의 생산공정 및 생산분야의 협정에 의하여 시장통제의 내용을 좀 더 완전하게 하려는 카르텔이다.

## 같이 보기
- 마약 카르텔
- 기업단체